# Нижньокамська ГЕС
Нижньокамська гідроелектростанція — ГЕС на річці Кама в Татарстані, біля міста Набережні Челни. Входить до  складу Волзько-Камського каскаду ГЕС.

## Загальні відомості
Будівництво електростанції почалося у 1963. Перший агрегат було пущено в 1979, при позначці НПР 62 м (проектна відмітка НПР 68 м). До 1990, будівництво споруд ГЕС було в основному закінчено, проте роботи по водосховищу не завершені дотепер. ГЕС є русловою електростанцією з поєднаною будівлею ГЕС. Склад споруд ГЕС:
- бетонна водозливна гребля;
- намивні руслові і заплавні греблі максимальною висотою 30 м і загальною довжиною 2976 м;
- будівля ГЕС суміщеного типу;
- судноплавні шлюзи.

Греблею ГЕС прокладені залізничний і автодорожній перехід федеральної магістралі М7 «Волга».
Проектна потужність ГЕС - 1248 МВт, середньорічне вироблення - 2,67 млрд кВт•год. У будівлі ГЕС розміщено 16 поворотно-лопаткових гідроагрегатів проектною потужністю по 78 МВт, що працюють при розрахунковому напорі 12,4 м. Нижньокамська ГЕС багато в чому уніфікована з Чебоксарською ГЕС. Підпірні споруди ГЕС (довжина напірного фронту 3,9 км) утворюють Нижньокамське водосховище.
Зараз рівень водосховища знаходиться на позначці НПР 63,3 м. При цьому натиску потужність ГЕС становить бл. 450 МВт, середньорічне вироблення електроенергії - бл. 1,7—2 млрд кВт·год. Орієнтовна вартість завершення будівництва гідровузла становить 42 млрд руб. Підйом рівня Нижньокамського водосховища активно лобіюється владою Татарстану, але зустрічає опір влади Удмуртії, Башкортостану і Пермського краю.
Нижньокамська ГЕС входить до складу ВАТ «Генерирующая компания» холдингу ВАТ «Татэнерго».

## Історія будівництва
Будівництво ГЕС почалося в 1963. У 1979, було пущено перший гідроагрегат Нижньокамської ГЕС, водосховище було заповнене до позначки 62 метри - це мінімально припустимий рівень, при якому енергетичне обладнання здатне працювати, а судна можуть проходити через шлюз. Тоді було затоплено 78 тисяч гектарів прилеглих до гідровузла земель, всього ж під гідроелектростанцію відвели 173 тисячі гектарів - на території Татарстану (91,4 тисячі гектарів), Башкортостану, Удмуртії, плюс невелика ділянка в Пермській області. Попередньо на площах, що підлягають затопленню, були виконані підготовчі роботи: їх очистили від лісів, переселили місцевих жителів (6165 дворів) в безпечні місця, побудувавши для них нове житло, знесли всі будівлі, а дороги, лінії електропостачання та зв'язку перенесли. В 1987, запустили останній, 16-й агрегат ГЕС. Вихід на проектну потужність станції з заповненням водосховища до позначки 68 метрів планувалося в 1990. Але будівництво ГЕС призвело до масових протестів екологічних організацій, які користувалися в кінці 1980-х рр.. значною суспільною підтримкою. У результаті, у квітні 1990, Верховна Рада Татарстану, а слідом, у вересні того ж року, Верховна Рада Башкортостану були змушені ухвалити рішення про збереження рівня водосховища на позначці 62 метри.
У 2001, Міськрада Татарстану прийняв постанову про втрату чинності, постанови Верховної Ради ТАРСР від 1990 про рівень водосховища Нижньокамської ГЕС на Камі. У тому ж році уряди Татарстану, Башкортостану, а у 2002 до них приєднався й уряд Удмуртії, підписали угоду про підвищення позначки Нижньокамського водосховища до 63,3-63,5 метра.

## Проблема підйому рівня водосховища
Робота водосховища на проміжних позначках викликає низку проблем, як економічних, так і екологічних. ГЕС не розвиває проектної потужності і вироблення, ускладнене судноплавство, споруди інженерного захисту працюють в не проектному режимі, що викликає їх руйнування. Водосховище активно «цвіте». Сьогодні площа мілководь (де глибина водойми становить менше двох метрів) сягає п'ятдесяти відсотків, хоча за санітарними нормами не повинна перевищувати двадцяти.
Підйом рівня водосховища до проектної позначки призведе до затоплення в Татарстані 43 тис. га сільгоспугідь (0,9%), в Удмуртії — 13 тис. га (0,6%), Башкортостані — 15 тис. га (0,2%), в Пермському краї кількість затоплених земель незначне. З іншого боку, землі що йдуть на дно значною мірою були виведені з сільгоспобігу та списані ще 20 років тому, і їхній потенціал давно втрачено — площі заросли чагарником і заболоченні. Треба переселити жителів 4149 дворів, у тому числі в Татарстані — 2672 дворів, Удмуртії — 1068, Башкортостані — 399 дворів, у Пермському краї — мешканців 10 дворів.